# Melanochelys tricarinata
La tartaruga tricarenata terricola (Melanochelys tricarinata Blyth, 1856) è una specie di tartaruga della famiglia dei Geoemididi.

## Descrizione
Il carapace, lungo circa 170 mm, è elongato, fortemente arcuato e tricarinato. La sua colorazione varia dall'oliva scuro al grigio-nero o marrone-rossiccio con chiglie gialle opaco. Il piastrone è giallo o arancione. La testa e il collo sono grigio-nero con striature gialle o rosse. Le femmine depongono 3-6 uova a covata, la nidificazione avviene durante i mesi invernali nell'India nord-orientale, l'incubazione dura 60-72 giorni.

## Distribuzione e habitat
Distribuita in Bangladesh settentrionale, India nord-orientale e Nepal meridionale. È una specie esclusivamente terrestre che vive nelle foreste decidue e sempreverdi e nelle praterie fluviali.

## Conservazione
La distruzione della foresta primaria sembrerebbe essere la causa della distribuzione disgiunta di questa specie, che peraltro è sfruttata dalla tribù Chakma del Bangladesh e dagli aborigeni dell'India. Gli incendi appiccati nelle praterie e nelle foreste decidue a fine di gestione dei parchi, in molte riserve naturali indiane, hanno sicuramente un impatto negativo su questa piccola tartaruga.